# Königlich Bayerisches 2. Fußartillerie-Regiment
Das 2. Fußartillerie-Regiment war ein Verband der Fußartillerie-Brigade der Bayerischen Armee.

## Geschichte
Gemäß Verordnung vom 17. Oktober 1872 wurde zum 1. Januar 1873 die Artillerie der Bayerischen Armee in Feld- und Fußartillerieregimenter getrennt. Zu diesem Datum wurde der Verband aus den Festungsabteilungen des 2. und 4. Feldartillerie-Regiments gebildet. Es gliedert sich zunächst in zwei Bataillone zu vier Kompanien. Am 1. Oktober 1893 wurde das III. Bataillon gebildet und die Kompanien am 11. Dezember 1908 in Batterien umbenannt.
Die letzten Friedensstandorte des Regiments waren Metz (Stab, I. und III. Bataillon) und Germersheim (II. Bataillon).

### Verbleib
Nach Kriegsende wurden die Reste des Regiments demobilisiert und im Februar 1919 schließlich aufgelöst.
Die Tradition übernahm in der Reichswehr durch Erlass des Chefs der Heeresleitung General der Infanterie Hans von Seeckt vom 24. August 1921 die 2. Batterie des 7. (Bayerisches) Artillerie-Regiments in Würzburg. In der Wehrmacht wurde die Tradition durch die I. Abteilung des Artillerieregiments 53 in Ansbach fortgeführt.

## Kommandeure
| Dienstgrad            | Name                           | Datum                                  |
| --------------------- | ------------------------------ | -------------------------------------- |
| Oberst                | Franz von Stengel              | 01. Januar 1873 bis 26. November 1876  |
| Oberst                | Karl Theodor von Sauer         | 27. November 1876 bis 1. November 1882 |
| Oberst                | Theodor von Zu Rhein           | 02. November 1882 bis 28. Juli 1886    |
| Oberst                | Karl Kriebel                   | 29. Juli 1886 bis 18. April 1889       |
| Oberst                | Eugen Gullmann                 | 19. April 1889 bis 6. Januar 1892      |
| Oberst                | Alfred Schönninger             | 07. Januar 1892 bis 11. Januar 1894    |
| Oberst                | Robert Millauer                | 12. Januar 1894 bis 17. Oktober 1896   |
| Oberst                | Otto Splittgerber              | 18. Oktober 1896 bis 11. August 1898   |
| Oberst                | Karl Oelhafen von Schöllenbach | 12. August 1898 bis 2. März 1900       |
| Oberst                | Ludwig Schleicher              | 03. März 1900 bis 15. Februar 1902     |
| Oberst                | Franz Murmann                  | 16. Februar 1902 bis 10. August 1903   |
| Oberst                | Albert Löll                    | 11. August 1903 bis 14. August 1906    |
| Oberst                | Viktor Auer                    | 15. August 1906 bis 21. Februar 1907   |
| Oberst                | Ludwig Mayer                   | 22. Februar 1907 bis 23. April 1909    |
| Oberst                | Georg Rupp                     | 24. April 1909 bis 24. Juni 1911       |
| Oberstleutnant/Oberst | Hermann Beeg                   | 25. Juni 1911 bis 22. März 1912        |
| Major                 | Friedrich Jung                 | 23. März 1912 bis 11. März 1913        |
| Major/Oberstleutnant  | Franz Kemmer                   | 12. März 1913 bis 13. November 1916    |
| Major                 | Richard Bruhn                  | 14. November 1916 bis 26. August 1918  |
| Oberstleutnant        | Ernst Zimmermann               | 27. August 1918 bis Januar 1919        |
| Oberst                | Julius Fehl                    | Januar 1919                            |